# Kensingtonský palác

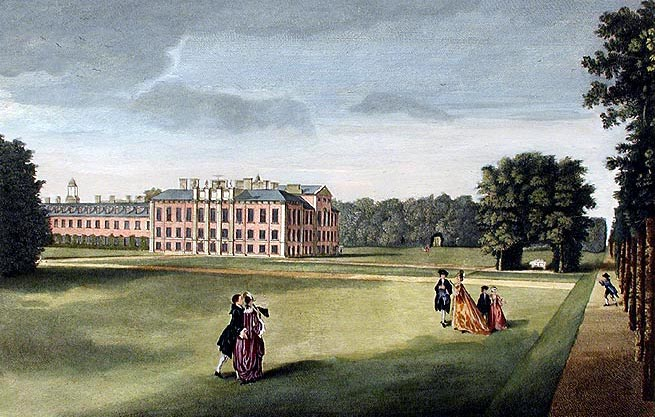
Pohled na Kensingtonský palác z jihu

Kensingtonský palác je královská rezidence v Kensingtonských zahradách v Londýnském obvodu Kensington a Chelsea. V současnosti je využíván následníkem britského trůnu – princem Williamem, jeho manželkou, vévodkyní Catherine a jejich dětmi. Od listopadu 2005 je zde přístupná výstava fotografa Maria Testina – Diana, princezna z Walesu.

## Historie
Původní budovu z počátku 17. století s názvem Kensington House nechal postavit významný právník a předseda Dolní sněmovny Heneage Finch. Od jeho dědice 2. hraběte z Nottinghamu ho odkoupil roku 1689 Vilém Oranžský, který si chtěl pořídit rezidenci poblíž Londýna ale dostatečně daleko od jeho znečištěného ovzduší. Kensington byl v té době vesnicí mimo hranice Londýna, ale blíže než Hampton Court Palace dostupný po Temži. Byla vybudovaná soukromá cesta spojující Kensington s Hyde Parkem, dostatečně široká pro to aby mohlo jet několik kočárů vedle sebe; její část je zachována doposud a je označována jako Rotten Row.

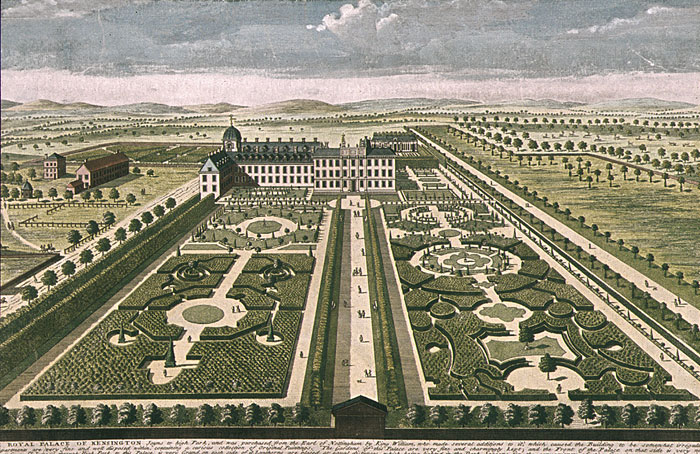
Obraz Keningtonského paláce a jeho zahrad od Jana Kipa z roku 1724

Palác byl rekonstruován a rozšířen podle návrhu Christophera Wrena. Na každém rohu centrální budovy byly vybudovány nové pavilóny, byla vybudována poradní síň a královská kaple. Poté, co přístavby změnily orientaci domu směrem na západ, dostavěl severní a jižní křídlo.
Po sedmdesát let byl Kensingtonský palác oblíbeným místem pobytu britských panovníků, ačkoli oficiálním sídlem dvora zůstal St James's Palace. Roku 1694 zde zemřela Marie II. na pravé neštovice. Roku 1702 Vilém Oranžský spadl u Hampton Court Palaceu z koně, byl převezen do Kensingtonského paláce a krátce nato zde zemřel. Po jeho smrti palác využívala jako své sídlo královna Anna. Wren pro ni navrhl skleník a Henry Wise vybudoval obrovský barokní květinový sad o rozloze asi 121 000 m².

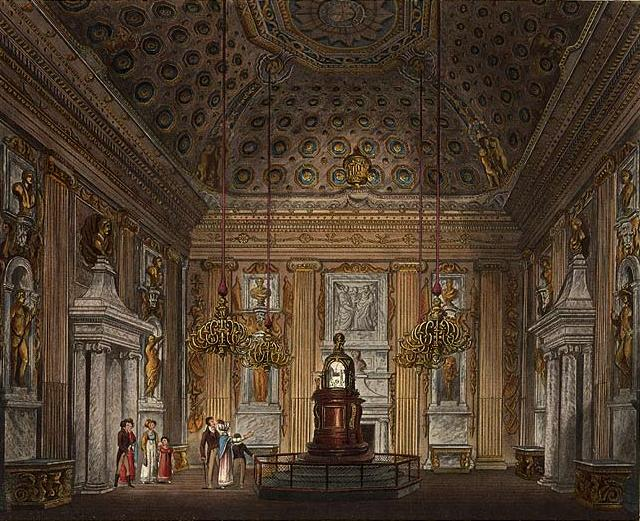
Kupolovitá síň navržená Williamem Kentem roku 1722

Jiří I. utratil na úpravy tohoto paláce značné prostředky. William Kent vymaloval schodiště a některé stropy. Roku 1722 navrhl kupolovitou síň – hlavní státní místnost paláce. Roku 1819 byla v této místnosti pokřtěna princezna Viktorie z Kentu, pozdější královna Viktorie, která se v Kensingtonském paláci také narodila a pobývala zde i v době svého nástupu na trůn.
Posledním panovníkem využívajícím Kensingtonský palác byl Jiří II. Pro svou manželku nechal odstranit zastaralý květinový sad a nechal vybudovat Kensingtonské zahrady do podoby, jež je znatelná do současnosti. Po jeho smrti využívali palác méně významní členové královské rodiny.
Roku 1981 byly pokoje 8 a 9 upraveny pro novomanžele prince Charlese a princeznu Dianu a staly se sídlem Diany od její svatby až do její smrti. Jejích syn princ William navštěvoval místní školku a základní školu, která se nachází nedaleko odsud.
Pro veřejnost doprovázenou průvodcem jsou přístupné pokoje patřící zesnulé princezně Margaretě, sestře královny Alžběty II.
Dopravní spojení – londýnské metro: Queensway, Bayswater, High Street Kensington.

## Další informace
Ke Kensingtonskému paláci vede stezka Diana, Princess of Wales Memorial Walk.